# Claes Schaar
Claes Göran Gustav Viktor Schaar, född den 18 maj 1920 i Malmö, död den 19 maj 2012, var en svensk litteraturforskare och översättare. Han var son till polismästaren Yngve Schaar, svärson till ärkebiskop Yngve Brilioth och far till bland andra arkivarien Anna Svenson.
Schaar avlade filosofisk ämbetsexamen 1943, blev filosofie doktor och docent i engelska språket vid Lunds universitet 1949, universitetslektor 1961, professor i engelska språket och engelskspråkig litteratur vid nämnda universitet 1964. Han blev ledamot av Vetenskapssocieteten i Lund 1953, av Humanistiska vetenskapssamfundet i Lund 1959 och av Kungliga Vitterhetsakademien 1971. Han var också en engagerad Vilhelm Ekelund-läsare, vilket bland annat märktes i boken Levande möte. Vilhelm Ekelunds Emersontolkningar som utgavs 1990 av Ellerströms förlag. Han satt också i redaktionen för Konkordans till Vilhelm Ekelunds skrifter i fyra volymer, där hans hustru Ingrid Schaar var huvudredaktör.